# Nils Schouterden
Nils Schouterden (Lovanio, 14 dicembre 1988) è un calciatore belga, centrocampista del Seraing.

## Caratteristiche tecniche
È un esterno sinistro.

## Carriera

### Club
Ha giocato nella prima divisione belga ed in quella cipriota.

### Nazionale
Nel 2007 ha giocato 2 partite con la nazionale belga Under-19.